# Saint-Avit (Landes)
Pour les articles homonymes, voir Saint-Avit.
Saint-Avit [sɛ̃.t‿avit] est une commune du Sud-Ouest de la France, située dans le département des Landes (région Nouvelle-Aquitaine).

## Géographie

### Localisation
Saint-Avit est située en pays de Marsan, à 3 km au nord de Mont-de-Marsan,.
La commune est bordée au nord par le parc naturel régional des Landes de Gascogne.

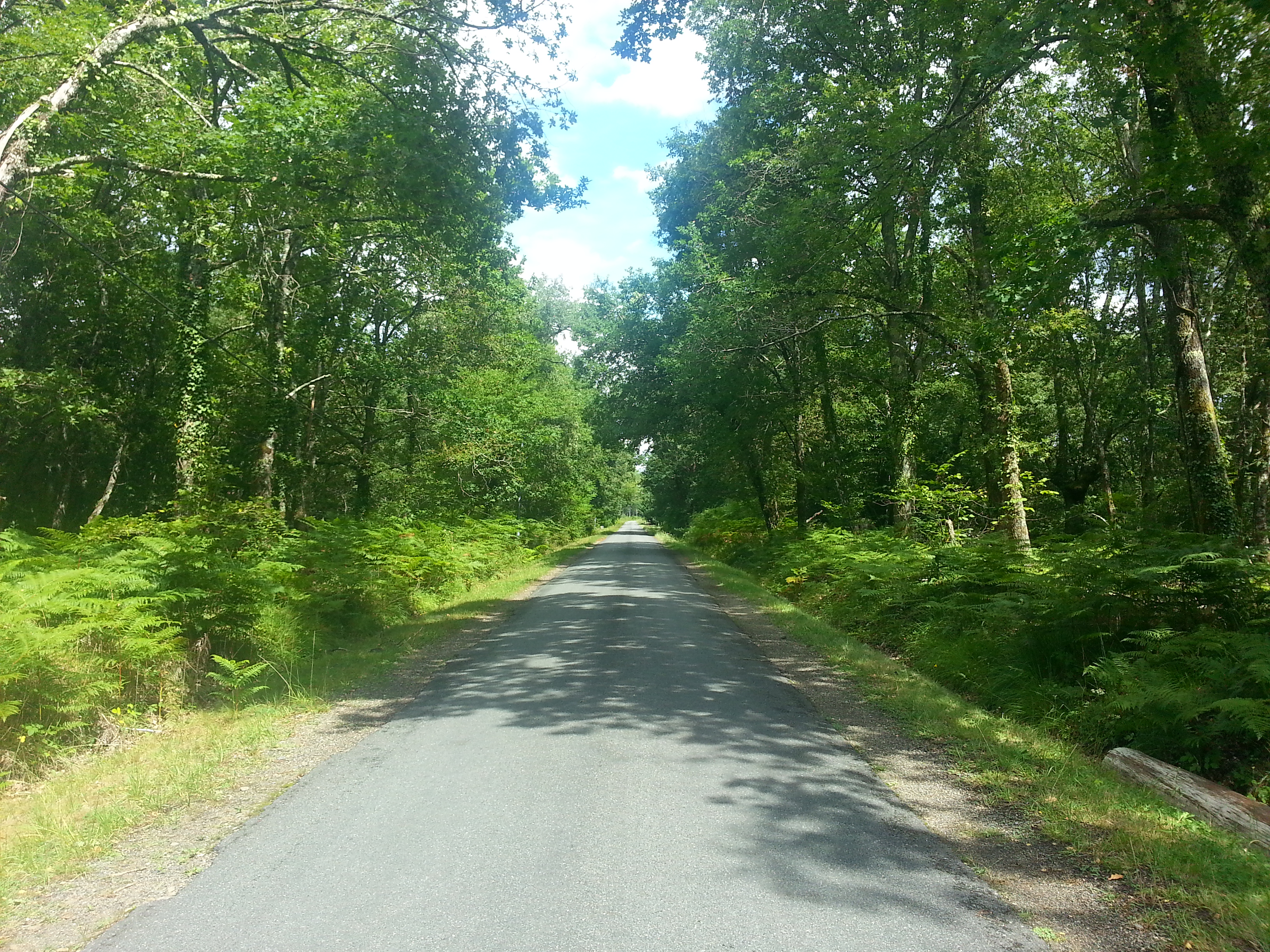
Forêt des Landes sur la D 53 vers Canenx.

### Communes limitrophes
Les communes limitrophes sont Bougue, Canenx-et-Réaut, Gaillères, Lucbardez-et-Bargues, Mazerolles, Mont-de-Marsan, Uchacq-et-Parentis et Cère.
| Cère (par un quadripoint) | Canenx-et-Réaut | Lucbardez-et-Bargues |
| Uchacq-et-Parentis        | Saint-Avit      | Gaillères            |
| Mont-de-Marsan            | Mazerolles      | Bougue               |

### Climat
Pour des articles plus généraux, voir Climat de la Nouvelle-Aquitaine et Climat des Landes.
Historiquement, la commune est exposée à un climat océanique aquitain.  
En 2020, Météo-France publie une typologie des climats de la France métropolitaine dans laquelle la commune est exposée à un climat océanique et est dans la région climatique  Aquitaine, Gascogne, caractérisée par une pluviométrie abondante au printemps, modérée en automne, un faible ensoleillement au printemps, un été chaud (19,5 °C), des vents faibles, des brouillards fréquents en automne et en hiver et des orages fréquents en été (15 à 20 jours).
Pour la période 1971-2000, la température annuelle moyenne est de 13,1 °C, avec une amplitude thermique annuelle de 14,4 °C. Le cumul annuel moyen de précipitations est de 997 mm, avec 11,8 jours de précipitations en janvier et 7,2 jours en juillet. Pour la période 1991-2020, la température moyenne annuelle observée sur la station météorologique la plus proche, située sur la commune de Mont-de-Marsan à 7 km à vol d'oiseau, est de 13,8 °C et le cumul annuel moyen de précipitations est de 918,1 mm,. Pour l'avenir, les paramètres climatiques de la commune estimés pour 2050 selon différents scénarios d’émission de gaz à effet de serre sont consultables sur un site dédié publié par Météo-France en novembre 2022.

## Urbanisme

### Typologie
Au 1er janvier 2024, Saint-Avit est catégorisée commune rurale à habitat dispersé, selon la nouvelle grille communale de densité à sept niveaux définie par l'Insee en 2022.
Elle est située hors unité urbaine. Par ailleurs la commune fait partie de l'aire d'attraction de Mont-de-Marsan, dont elle est une commune de la couronne,. Cette aire, qui regroupe 101 communes, est catégorisée dans les aires de 50 000 à moins de 200 000 habitants,.

### Occupation des sols

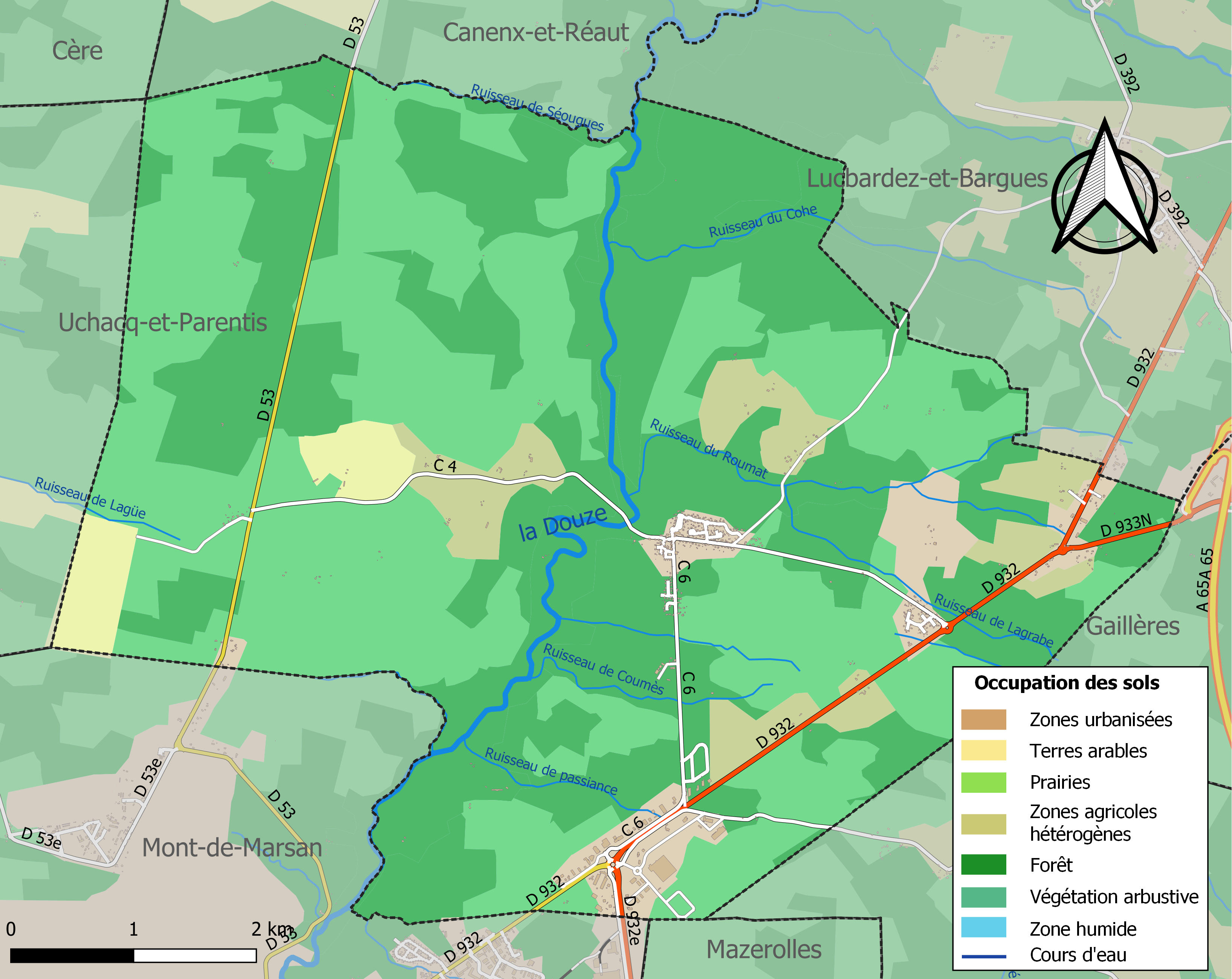
Carte des infrastructures et de l'occupation des sols de la commune en 2018 (CLC).

L'occupation des sols de la commune, telle qu'elle ressort de la base de données européenne d’occupation biophysique des sols Corine Land Cover (CLC), est marquée par l'importance des forêts et milieux semi-naturels (87,1 % en 2018), en diminution par rapport à 1990 (90,5 %). La répartition détaillée en 2018 est la suivante : forêts (43,9 %), milieux à végétation arbustive et/ou herbacée (43,2 %), zones agricoles hétérogènes (5,7 %), terres arables (2,4 %), zones industrielles ou commerciales et réseaux de communication (1,9 %), espaces verts artificialisés, non agricoles (1,6 %), zones urbanisées (1,3 %). L'évolution de l’occupation des sols de la commune et de ses infrastructures peut être observée sur les différentes représentations cartographiques du territoire : la carte de Cassini (XVIIIe siècle), la carte d'état-major (1820-1866) et les cartes ou photos aériennes de l'IGN pour la période actuelle (1950 à aujourd'hui).

### Risques majeurs
Le territoire de la commune de Saint-Avit est vulnérable à différents aléas naturels : météorologiques (tempête, orage, neige, grand froid, canicule ou sécheresse), inondations, feux de forêts, mouvements de terrains et séisme (sismicité très faible). Il est également exposé à un risque technologique,  le transport de matières dangereuses. Un site publié par le BRGM permet d'évaluer simplement et rapidement les risques d'un bien localisé soit par son adresse soit par le numéro de sa parcelle.

#### Risques naturels
Certaines parties du territoire communal sont susceptibles d’être affectées par le risque d’inondation par débordement de cours d'eau, notamment la Douze. La commune a été reconnue en état de catastrophe naturelle au titre des dommages causés par les inondations et coulées de boue survenues en 1999 et 2009,.
Saint-Avit est exposée au risque de feu de forêt. Depuis le 20 avril 2016, les départements de la Gironde, des Landes et de Lot-et-Garonne disposent d’un règlement interdépartemental de protection de la forêt contre les incendies. Ce règlement vise à mieux prévenir les incendies de forêt, à faciliter les interventions des services et à limiter les conséquences, que ce soit par le débroussaillement, la limitation de l’apport du feu ou la réglementation des activités en forêt. Il définit en particulier cinq niveaux de vigilance croissants auxquels sont associés différentes mesures,.
Les mouvements de terrains susceptibles de se produire sur la commune sont des affaissements et effondrements liés aux cavités souterraines (hors mines) et des tassements différentiels. Par ailleurs, afin de mieux appréhender le risque d’affaissement de terrain, un inventaire national permet de localiser les éventuelles cavités souterraines sur la commune.

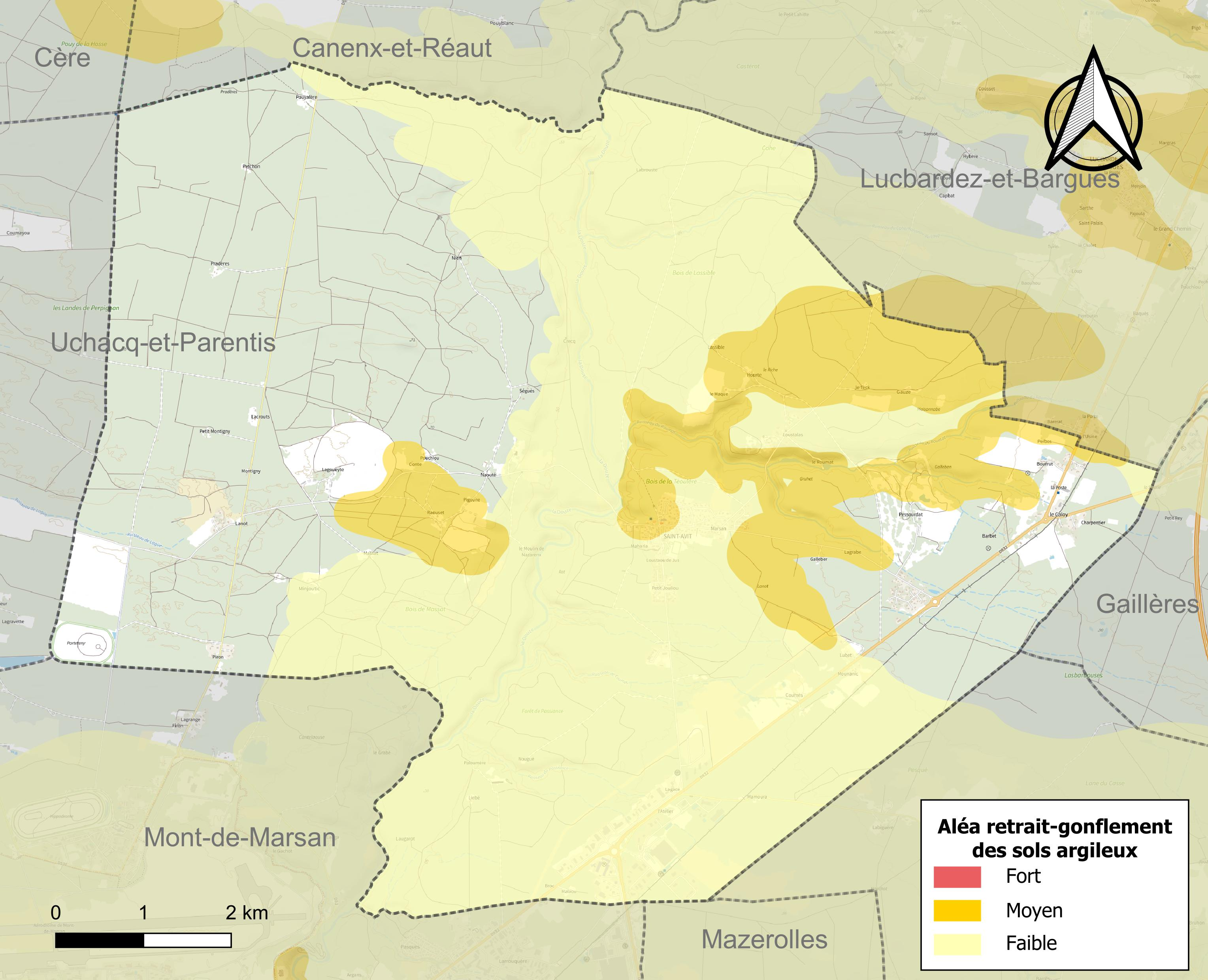
Carte des zones d'aléa retrait-gonflement des sols argileux de Saint-Avit.

Le retrait-gonflement des sols argileux est susceptible d'engendrer des dommages importants aux bâtiments en cas d’alternance de périodes de sécheresse et de pluie. 13,5 % de la superficie communale est en aléa moyen ou fort (19,2 % au niveau départemental et 48,5 % au niveau national). Sur les 302 bâtiments dénombrés sur la commune en 2019,  58 sont en aléa moyen ou fort, soit 19 %, à comparer aux 17 % au niveau départemental et 54 % au niveau national. Une cartographie de l'exposition du territoire national au retrait gonflement des sols argileux est disponible sur le site du BRGM,.
Concernant les mouvements de terrains, la commune a été reconnue en état de catastrophe naturelle au titre des dommages causés par des mouvements de terrain en 1999.

#### Risques technologiques
Le risque de transport de matières dangereuses sur la commune est lié à sa traversée par une ou des infrastructures routières ou ferroviaires importantes ou la présence d'une canalisation de transport d'hydrocarbures. Un accident se produisant sur de telles infrastructures est susceptible d’avoir des effets graves sur les biens, les personnes ou l'environnement, selon la nature du matériau transporté. Des dispositions d’urbanisme peuvent être préconisées en conséquence.

## Histoire
Les archives départementales et municipales ne permettent pas de situer avec exactitude la naissance du village. Toutefois, compte tenu de l'église qui est du XIe siècle, il est permis de penser qu'il est très ancien. Le village et l'église portent le même nom, celui d'un saint, Avit, qui serait né à Vienne vers 450, et aurait succédé à son père comme évêque de Vienne en 490. Il serait mort un cinq février vers 525. Il est canonisé bien plus tard. De la guerre de Cent Ans en passant par les guerres de Religion, sans oublier la période de la Révolution française, nombreuses furent les occasions de destruction. L'église Saint-Avit a fait l'objet de pillages, vols, déprédations, et fut même incendiée.
La mairie-école est de 1920. Elle a été construite sur des terrains offerts par Mme Dubroca et M. Francis Planté. Sa construction a commencé en 1914 et s'est achevée en 1920, une longue durée due à la Première Guerre mondiale.
Parmi toutes les personnes qui ont contribué à l'histoire du bourg, citons Francis Planté, qui a été maire de Saint-Avit pendant 20 ans de 1892 à 1912. Né à Orthez dans les Pyrénées-Atlantiques le 2 mars 1839 et mort à Saint-Avit le 19 décembre 1934, il est un pianiste français. Surnommé « le dieu du piano », il est l'un des tout premiers musiciens à avoir été enregistré. Il est le seul pianiste dont on possède des enregistrements à avoir eu l'occasion de voir et d'entendre jouer Frédéric Chopin (il avait dix ans à la mort de ce dernier). Des notes de musiques figurent sur le blason de Saint-Avit, en reconnaissance à ce grand pianiste. En 1880, Francis Planté a acheté le domaine de Saint-Avit, qui appartenait auparavant à la famille de Victor Lefranc. Il était le principal propriétaire terrien de cette commune. Mécène, il a été le principal donateur pour la réfection de l'église.

## Politique et administration

### Liste des maires
| Période                                  | Période  | Identité        | Étiquette | Qualité                   |
| ---------------------------------------- | -------- | --------------- | --------- | ------------------------- |
| avant 1981                               | ?        | Paul Dubos      |           |                           |
| 1983                                     | 2014     | Claude Lafargue | DVG       | Retraité Sécurité sociale |
| 2014                                     | En cours | Michel Garcia   | DVD       | Directeur financier       |
| Les données manquantes sont à compléter. |          |                 |           |                           |

### Politique environnementale
Dans son palmarès 2024, le Conseil national de villes et villages fleuris de France a attribué deux fleurs à la commune.

## Démographie
| 1793 | 1800 | 1806 | 1821 | 1831 | 1836 | 1841 | 1846 | 1851 |
| ---- | ---- | ---- | ---- | ---- | ---- | ---- | ---- | ---- |
| 510  | 311  | 435  | 470  | 550  | 446  | 501  | 558  | 586  |

| 1856 | 1861 | 1866 | 1872 | 1876 | 1881 | 1886 | 1891 | 1896 |
| ---- | ---- | ---- | ---- | ---- | ---- | ---- | ---- | ---- |
| 654  | 611  | 623  | 639  | 631  | 612  | 624  | 622  | 572  |

| 1901 | 1906 | 1911 | 1921 | 1926 | 1931 | 1936 | 1946 | 1954 |
| ---- | ---- | ---- | ---- | ---- | ---- | ---- | ---- | ---- |
| 558  | 580  | 572  | 509  | 502  | 458  | 418  | 301  | 317  |

| 1962 | 1968 | 1975 | 1982 | 1990 | 1999 | 2006 | 2007 | 2012 |
| ---- | ---- | ---- | ---- | ---- | ---- | ---- | ---- | ---- |
| 284  | 281  | 263  | 411  | 481  | 538  | 608  | 618  | 581  |

| 2017 | 2022 | - | - | - | - | - | - | - |
| ---- | ---- | - | - | - | - | - | - | - |
| 672  | 691  | - | - | - | - | - | - | - |

## Lieux et monuments
- Église Saint-Avit de Saint-Avit

L’église datant du XIe siècle est inscrite sur l'Inventaire supplémentaire des Monuments Historiques le 23 décembre 1996. À partir de 2005 la commune a effectué des travaux de remise en état ; en 2010 la 3e phase a concerné uniquement l'intérieur : maçonnerie, plâtrerie, carrelage, badigeonnage, menuiserie, ébénisterie, mobilier (bancs), peinture et vitraux. Parmi ses sept verrières, cinq sont de type géométrique et polychrome, un sixième inclut une étoile à huit branches bleues avec en son centre une roue bicolore ; le septième, au fond du chœur de l'église, représente saint Avit (Sanctus Avitus), patron de la paroisse. Devant l’église est situé le monument aux morts du village.

Église de Saint-Avit
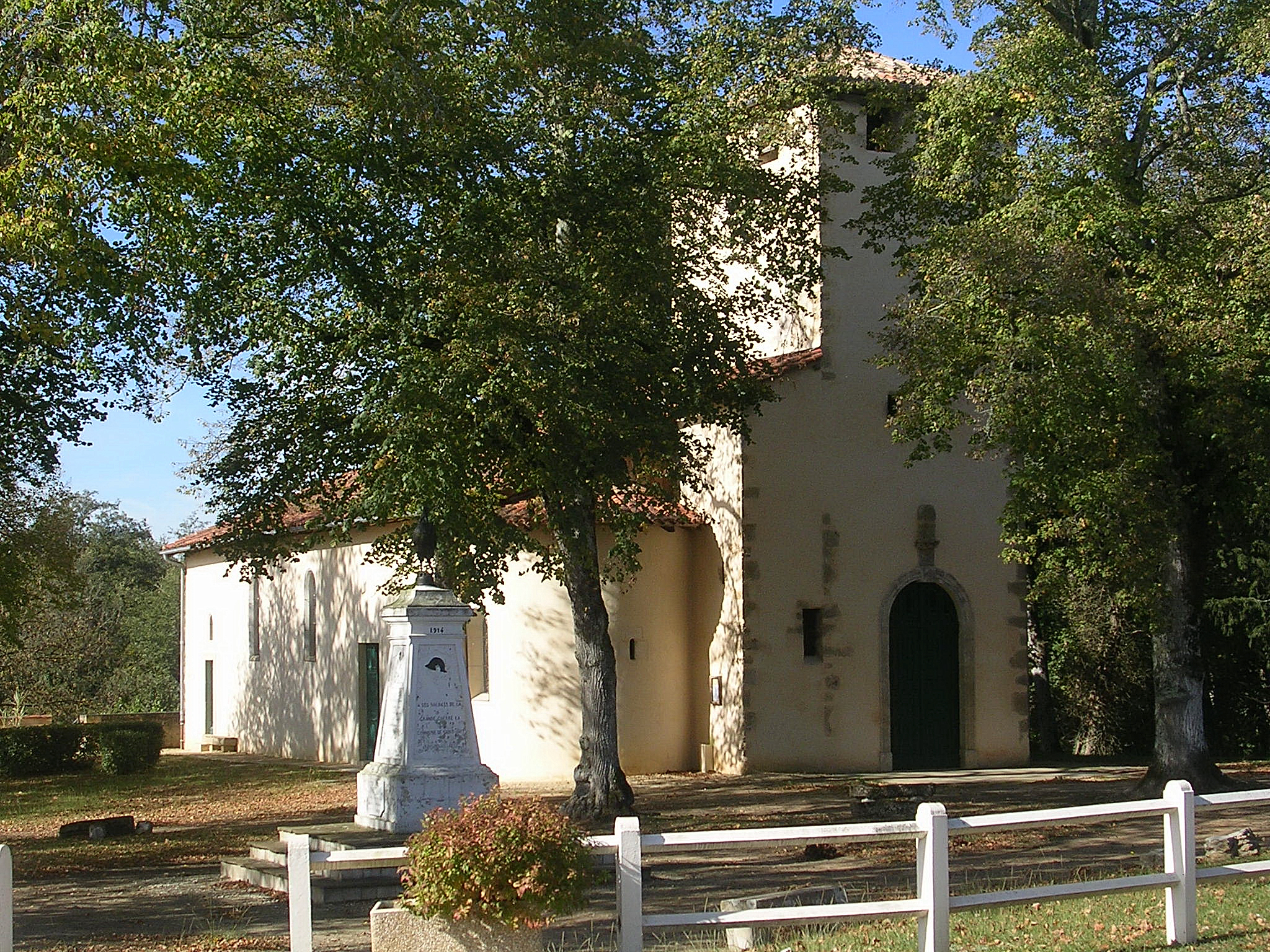
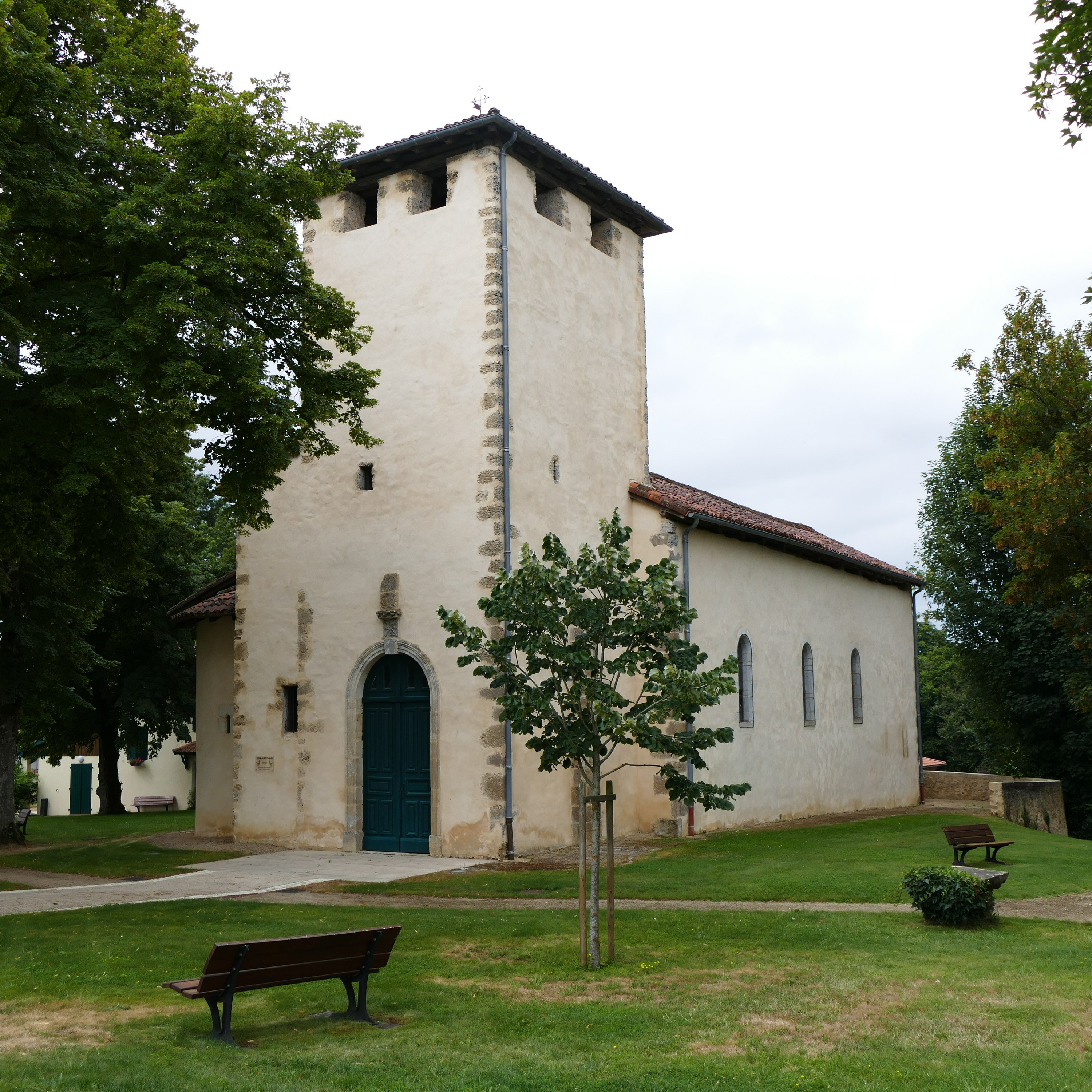

- Le lavoir

Il est situé juste en contrebas de l’église. Il est constitué de deux bassins accolés. Un monument en pierre surmonté d’une croix jouxte le lavoir.
Le lavoir est traversé par le ruisseau Lagarbe.

## Personnalités liées à la commune
- Jean-Baptiste Lefranc (1758-1839), homme politique et avocat, député des Landes décédé à Saint-Avit.
- Francis Planté.